# ミズーリ横断
『ミズーリ横断』（ミズーリおうだん、Across the Wide Missouri）は、1951年に公開されたアメリカ合衆国のテクニカラーの西部劇映画。歴史家バーナード・デヴォートの著書『Across the Wide Missouri』を原作としている。映画は毛皮商人とインディアンの交流をドラマにしている。

## キャスト
| 役名               | 俳優                     | 日本語吹替                |
| 役名               | 俳優                     | 東京12ch版                |
| ------------------ | ------------------------ | ------------------------- |
| フリント           | クラーク・ゲーブル       | 納谷悟朗                  |
| アイアンシャツ     | リカルド・モンタルバン   | 小林清志                  |
| ブレカン           | ジョン・ホディアク       | 加藤精三                  |
| ピエール           | アドルフ・マンジュー     | 八奈見乗児                |
| ルッキング・グラス | J・キャロル・ネイシュ    | 藤本譲                    |
| ベア・ゴースト     | ジャック・ホルト         | 穂積隆信                  |
| 大尉               | アラン・ネイピア         | 三田松五郎                |
| ガウイ             | ジョージ・チャンドラー   | 高田竜二                  |
| カミュア           | マリア・エレナ・マルケス | 田原久子                  |
| ナレーション       | ハワード・キール         | 山内雅人                  |
| 不明 その他        |                          | 国坂伸 上田敏也           |
|                    |                          |                           |
| 演出               | 演出                     | 小松亘弘                  |
| 翻訳               | 翻訳                     | 宇津木道子                |
| 効果               |                          |                           |
| 調整               |                          |                           |
| 制作               | 制作                     | 東北新社                  |
| 解説               |                          |                           |
| 初回放送           | 初回放送                 | 1969年5月7日 『名画劇場』 |